# Università delle Fær Øer
L'Università delle Isole Fær Øer è l'unica università pubblica dell'arcipelago e ha sede a Tórshavn.

## Storia
L'università sorse nel 1965 su iniziativa dei membri della Società Scientifica Faroense, che svolse un lavoro completo sulla compilazione del vocabolario faroense. L'impulso maggiore venne dato da un poeta e linguista, Christian Matras, precedentemente professore all'Università di Copenaghen. Già nei suoi primi anni accademici l'offerta didattica comprendeva anche corsi di lingua e cultura faroense.

## Organizzazione
L'università ha sede a Tórshavn ed è composta da cinque facoltà: 
- Facoltà di Lingua e Letteratura Faroese
- Facoltà di Scienze Sociali e Storia
- Facoltà di Scienze della Formazione
- Facoltà di Scienze e Tecnologie
- Facoltà di Scienze della Salute

L'ateneo è gestito da un Consiglio di amministrazione composto da sette membri. Quattro di essi sono nominati dal ministro dell'educazione, mentre i restanti tre vengono decisi dall'università stessa. Il Consiglio è responsabile della nomina del rettore.
L'università normalmente viene finanziata per progetti specifici dall'Agenzia danese per la scienza, la tecnologia e l'innovazione, nonché da privati.